# Tagum
Tagum è una città componente delle Filippine, capoluogo della Provincia di Davao del Norte, nella Regione del Davao.
Tagum è formata da 23 baranggay:
- Apokon
- Bincungan
- Busaon
- Canocotan
- Cuambogan
- La Filipina
- Liboganon
- Madaum
- Magdum
- Magugpo East
- Magugpo North
- Magugpo Poblacion

- Magugpo South
- Magugpo West
- Mankilam
- New Balamban
- Nueva Fuerza
- Pagsabangan
- Pandapan
- San Agustin
- San Isidro
- San Miguel (Camp 4)
- Visayan Village